# Hotel Berga Park
L'Hotel Berga Park és un hotel del municipi de Berga protegit com a bé cultural d'interès local.

## Descripció
L'actual caserna militar de Berga fou seu de la colònia escolar permanent de l'Ajuntament de Barcelona a Berga, construïda el 1932. De l'escola dissenyada per l'arquitecte municipal de Barcelona, Josep Goday, solament en queda l'edifici destinat a escola, avui dependències administratives de la caserna. Està estructurat en planta baixa i tres pisos superiors, amb un menjador per a tres-centes quaranta persones i dormitoris per a tres-centes. Hi ha un edifici annex destinat als professors i director i la infermeria.
També hi ha el pavelló de Suècia de l'exposició universal de 1929. El país el donà a Barcelona per a les colònies escolars i l'instal·laren aquí, ubicant-hi vuit aules, una biblioteca i dues sales polivalents. L'estil del grup escolar pot considerar-se en línies generals noucentista amb una clara tendència a la utilització del maó vist que l'apropa a l'escola holandesa contemporània.

## Història
L'Ajuntament de Barcelona presentà a concurs públic entre tots els municipis catalans situats a més de 500m. d'altitud que poguessin oferir terrenys per a l'escola. La inauguració fou el 14 d'agost de 1932 amb la presència del president Francesc Macià. La colònia fou ocupada el 1939 pel coronel Pérez Viñeta i convertida en caserna militar.